# Зайон (национален парк)
Националният парк Зайон (на английски: Zion National Park) се намира в югозападната част на щата Юта, САЩ. На древен иврит думата зайон означава светилище, храм. Става национален монумент през 1909 година, а на 19 ноември 1919 година получава статут на национален парк. Заема площ от 579 km² и един от най-посещаваните национални паркове със средно 2,5 милиона души на година. Каньонът е открит от мормоните през 1858 година, които стават и първите заселници.

## История
Присъствието на хора в района датира отпреди 8000 години. Това са индианци, които намират място за ловуване или събиране на растения и семена. По-късно различни групи от тях построяват постоянни селища наречени пуеблос (pueblos). От този период са намерени плетени кошници, сандали и ножове направени от камък.
Историческият период започва към края на XVIII век, когато се появяват първите европейци. Падрес Силвестре Велес, Ескаланте и Франсиско Атанасио Домингес минават оттук на 13 октомври 1776 година са първите бели хора, посетили каньона. През 1826 година е организирана експедиция с цел намиране на път за Калифорния. През 1850-те се появяват първите бели заселници. Те са мормони от Солт Лейк Сити и отглеждат крави, овце и коне, а също така и някои растителни храни. Каньонът е място за фермерска дейност до 1909 година, когато е обявен за национален монумент.
През 1904 година се появява изложба на кратини от Зайон. През 1905 година тя е последвана от обширна статия. Всичко това води до решението на президента Уилям Тафт да обяви Зайон за национален монумент на 31 юли 1909 година. Конгресът на САЩ добавя още земи към него и на 19 ноември 1919 година го обявява за национален парк. Пътуването дотам преди тази дата е трудно поради отдалечеността му, липсата на място за преспиване и павирани пътища. Постепенно с построяване на туристическата хижа и железопътни и автомобилни пътища паркът получава широка популярност.
Първият туристически център за посетители е построен през 1950-те и реконструиран през 2000. Захранва се със слънчева енергия. От април до октомври пътят във вътрешността на парка е забранен за частни автомобили и превозването става с автобуси с цел да не се нарушава спокойствието и тишината в парка. На 12 април 1995 година поройни дъждове и свлачища блокират реката. За 2 часа тя успява да издълбае около 190 метра от единствения път, осигуряващ изход от парка. 450 туристи и работници са изолирани в продължение на 24 часа. През 1996 година е построенен нов път, който да замести временния. Паркът е достъпен през цялата година, но през зимата снеговалежи могат да затворят някои пътища и може да има изискване за вериги на колите.

## География и геология
Националният парк Зайон се намира в югозападната част на Юта, и на място където се пресичат 3 големи географски района: пустинята Мохаве, платото Колорадо и Големият басейн. Най-високата точка в парка е Хорс ранч Маунтейн (Horse Ranch Mountain) (2660 m), най-ниската точка е при Коъл Питс Уош (Coal Pits Wash) (1500 m). В района тече Върджийн ривър (Virgin River, Девствената река), която се влива в езерото Мийд.
Геологията на Зайон включва девет известни формации, ясно изразени и очертани, които са натрупани следствие на 150 милиона години история, предимно от мезозойската ера. Седиментите са отложени от топли плитки морета, бързеи, езера и пустини. Издигането на платото Колорадо излага тези формации на ерозия от реки и потоци. Доста по-късно, лава покрива някои райони на Зайон. Най-старите формации са изложени по крайбрежието на Върджийн ривър, а най-старите в областта на каньона Колоб (Kolob Canyons).
|  | |
|  | Дакота (Dakota) най-добре може да се види на Хорс Ранч Маунтейн, представлява основно пясъчници, богати на фосили, образувани по време на креда.                          |
|  | Кармел (Carmel) след пресъхване на плитките топли морета се образуват наноси и се наслагат седименти, понякога по няколко метра. Това става по време на триас.            |
|  | Темпъл-кап (Temple-Cap) формациите са по време от средата на юра, червеният цвят се дължи на железния окис, който се разтваря в глината и тинята, която по-късно засъхва. |
|  | Навахо (Navajo) Основните съставки на тази формация са калциевия карбонат и железния окис. Те се образуват по време на юра, когато климатът става сух и горещ.            |
|  | Кейента (Kayenta) това са основно пясъчници формирани в ранна юра. |
|  | Монави (Moenave) образувани в ранна юра, тези формации имат ръждиво-кафяв цвят, в тях са намерени фосили на риби, свидетелство за наличие на реки и езера.                |
|  | Чинли (Chinle) тези скали са богати на минерали – магнезиев окис, кварц, меден сулфат и други, от това време са запазени вкаменени дървета и фосили на земноводни.        |
|  | Монкопи (Moenkopi) състои се от глинеста лиска и пясъчници, формирани по време на триас.                                                                                  |
|  | Кейбаб (Kaibab) основно кремък, това е същата формация, от която е образуван и Гранд каньон                                                                               |

## Климат
Времето през пролетта е променливо, с бури, като влажните дни са много по-често от сухите и слънчевите. Най-дъждовният месец е март. Цветята цъфтят от април до юни. През лятото е горещо (95 °F to 110 °F; 35 °C to 43 °C), но през нощта температурите падат (65 °F to 70 °F; 18 °C to 21 °C). Следобедни бури с дъждове са често явление от юли до септември. Понякога те водят до наводнения. Зимата е сравнително мека. Възможни са обилни снеговалежи и заледяване на пътищата. Най-високите температури през зимата са около 60 °F (16 °C), като през нощта са от 20 °F (−7 °C) to 40 °F (4 °C).

## Флора и фауна
Паркът е с богата и разнообазна топография, видове почви и климат. Условията варират от високопланински до пустинни. Има високи плата, гори, пустини и каньони. Открити са 291 вида птици, 78 вида бозайници и 44 вида влечуги и земноводни. В парка се намират и около 900 вида растения.

### Орнитологично важно място
През 2007 г. БърдЛайф Интернешънъл обявява 599 km² от парка и околностите му за Орнитологично важно място, заради световнозастрашените калифорнийски кондор и петниста улулица.